# 汪端光
汪端光（1748年—1826年），字剑潭，又字涧昙，号睦严。江蘇儀徵人，清朝政治人物。
乾隆十三年（1748年）生，其母梁兰漪。乾隆三十六年（1717年）辛卯科顺天乡试举人，授国子监学正。历官广西南宁府同知，升廣西镇安府知府。工诗词，詩多凄艷。书法師法米芾。與黄仲则、汪中多有唱酬。道光六年（1826年）卒。有子汪全泰、汪全德。